# Prywatne Muzeum Podkarpackich Pól Bitewnych
Prywatne Muzeum Podkarpackich Pól Bitewnych – prywatna placówka muzealna ustanowiona 19 marca 2003 w Krośnie. Zbiory prezentowane są w formie ekspozycji stałych w budynku mieszczącym muzeum, wystawie półplenerowej i schronie przeciwlotniczym z okresu II wojny światowej.

## Charakterystyka
Muzealne zbiory militariów z lat 1914-1945 należą do największych w kraju i upamiętniają szczególnie krwawe batalie toczonych na Podkarpaciu w czasie obu wojen światowych. Są także świadectwem udziału jego mieszkańców w walce o niepodległość Polski, obronie południowej granicy II RP przez Wojsko Polskie we wrześniu 1939 r. w oraz działalności zbrojnego podziemia niepodległościowego w okresie okupacji niemieckiej i sowieckiej.
Prezentowanych jest tu 14 postaci i półpostaci żołnierzy armii walczących na Podkarpaciu w okresie I i II wojny światowej w oryginalnym umundurowaniu, oporządzeniu i z pełnym uzbrojeniem.
O Szkole Podoficerów Lotnictwa dla Małoletnich funkcjonującej w Krośnie w latach 1938–1939 przypominają m.in. unikalne zbiory dokumentów oraz kompletne wyposażenie izby koszarowej.
Wyeksponowane jest ekstremalnie rzadkie uzbrojenie odkryte w poakowskich skrytkach, jedna z największych w kraju kolekcji opasek naramiennych z „Akcji Burza”, a także jedyna w kraju suknia ślubna uszyta z czaszy spadochronowej pochodzącej z alianckiego zrzutu lotniczego  z lipca  1944 r.
Wystawą batalistyczną „Dukla 1944” odsłonięto kulisy stoczonej na Podkarpaciu „Operacji dukielsko-preszowskiej” – drugiej co do wielkości górskiej bitwy pancernej II wojny światowej.
Ludobójcze systemy władz okupacyjnych obrazują m.in. drewniane tablice z nad bramy głównej niemieckiego obozu pracy przymusowej w Szebniach oraz sowieckiego wojennego komendanta Krosna z tajnego kontrwywiadu wojskowego „Smiersz”. Obie są jedynymi tego typu obiektami w zbiorach muzealnych świata.
Część zbiorów jest wyeksponowanych w największym na terenie Krosna niemieckim schronie przeciwlotniczym z 1940 r. Poznając jego niezwykłe rozwiązania konstrukcyjne można w nim zobaczyć także szczątki niemieckich myśliwców Messerschmitt Bf-109F i Bf-109G, a także blisko 2 tony szczątków niemieckiego bombowca nurkującego Ju-87 Stuka. 
Atrakcją muzeum jest m.in. niemiecki pojazd półgąsienicowy NSU-Kettenkrad Sd.Kfz.2 
Przewodnikami muzealnymi są jego współzałożyciele – organizatorzy i uczestnicy wielu zakończonych sukcesem akcji badawczo-eksploracyjnych podkarpackich pól bitewnych. 

## Historia
Założycielami i organizatorami placówki są Dorota i Piotra Kiełtyka oraz Lesław Wilk. Zbiory muzealne stanowią kolekcje założycieli, gromadzone przez około 40 lat. Z dniem 19 marca 2003 roku zostało wpisane do wykazu muzeów prywatnych, prowadzonego przez Ministerstwo Kultury i Dziedzictwa Narodowego. Zbiory udostępniono do zwiedzania w listopadzie 2013 roku.

## Ekspozycje stałe
Około 2 tysiące eksponatów związanych z tymi wydarzeniami tworzą wystawy stałe:
- Łopatki saperskie na przestrzeni wieków
- Karpaty 1914-1915
- Wrzesień 1939
- Konspiracja niepodległościowa
- Narzędzia wojen
- Dukla 1944
- Podkarpacie 1945
- Tyle pozostało
- Krośnieńskie lotnisko w czasie II WŚ
- O Niepodległą
- W służbie Polsce – mjr Jan Ptak

Do najcenniejszych eksponatów należą:
- tablica znad bramy głównej hitlerowskiego obozu pracy przymusowej w Szebniach,
- niemiecki pojazd półgąsienicowy „Kettenkrad”, Typ HK-101.
- czternaście postaci i półpostaci żołnierzy armii walczących na Podkarpaciu z okresu I i II wojny światowej w pełnym umundurowaniu, wyposażeniu i uzbrojeniu